# Emi i Tajny Klub Superdziewczyn
Emi i Tajny Klub Superdziewczyn – seria książek dla dzieci autorstwa Agnieszki Mielech i zilustrowana przez Magdalenę Babińską, publikowana przez Wydawnictwo Wilga od 2013 roku. 
Bohaterami serii jest piątka dzieci w wieku szkolnym - Emi, Aniela, Flora, Faustyna i Franek, którzy założyli klub mający na celu walkę z nudą. Książki dotykają tematyki przygodowej oraz podróżniczej, jednak nie odbiegają od życia przeciętnego odbiorcy. Książki ukazały się także w Czechach oraz na Ukrainie.

## Pozycje w serii

### Seria główna
- Emi i Tajny Klub Superdziewczyn (2013)
- Emi i Tajny Klub Superdziewczyn. Kółko hiszpańskiego (2014)
- Emi i Tajny Klub Superdziewczyn. Na scenie (2014)
- Emi i Tajny Klub Superdziewczyn. Akcje w wakacje (2014)
- Emi i Tajny Klub Superdziewczyn. Źrebaki i rumaki (2015)
- Emi i Tajny Klub Superdziewczyn. Śnieżny patrol (2015)
- Emi i Tajny Klub Superdziewczyn. Poszukiwacze przygód (2016)
- Emi i Tajny Klub Superdziewczyn. List w butelce (2017)
- Emi i Tajny Klub Superdziewczyn. Hokus-pokus (2019)
- Emi i Tajny Klub Superdziewczyn. Polarna wyprawa (2019)
- Emi i Tajny Klub Superdziewczyn. Aloha (2020)
- Emi i Tajny Klub Superdziewczyn. Niezłe ziółka (2021)
- Emi i Tajny Klub Superdziewczyn. Hej, w góry! (2021)
- Emi i Tajny Klub Superdziewczyn. Kociaki adopciaki (2022)
- Emi i Tajny Klub Superdziewczyn. Na dwóch kółkach (2023)
- Emi i Tajny Klub Superdziewczyn. Wakacje w siodle (2024)
- Emi i Tajny Klub Superdziewczyn. Tom 17 (2025)

### Odnowiona seria główna
- Emi i Tajny Klub Superdziewczyn. Nigdy więcej nudy! (2025)
- Emi i Tajny Klub Superdziewczyn. Kółko hiszpańskiego (2025)
- Emi i Tajny Klub Superdziewczyn. Na scenie (2025)
- Emi i Tajny Klub Superdziewczyn. Akcje w wakacje (2025)
- Emi i Tajny Klub Superdziewczyn. Źrebaki i rumaki (2025)
- Emi i Tajny Klub Superdziewczyn. Śnieżny patrol (2025)
- Emi i Tajny Klub Superdziewczyn. Poszukiwacze przygód (2016)

### Dookoła Świata
- Emi i Tajny Klub Superdziewczyn. Dookoła Świata: Kalifornia (2020)
- Emi i Tajny Klub Superdziewczyn. Dookoła Świata: Nowy Jork (2021)
- Emi i Tajny Klub Superdziewczyn. Dookoła Świata: Szwecja (2022)
- Emi i Tajny Klub Superdziewczyn. Dookoła Świata: Hiszpania, olé! (2023)
- Emi i Tajny Klub Superdziewczyn. Dookoła Świata: Wioska Świętego Mikołaja (2023)
- Emi i Tajny Klub Superdziewczyn. Dookoła Świata: Londyn (2024)
- Emi i Tajny Klub Superdziewczyn. Dookoła Świata: Ciao, Italia! (2025)

### Wydania specjalne
- Emi i Tajny Klub Superdziewczyn. Psy czy koty? (2017)
- Emi i Tajny Klub Superdziewczyn. Idą święta (2018)
- Emi i Tajny Klub Superdziewczyn. Magia świąt (2022)
- Emi i Tajny Klub Superdziewczyn. Szczęśliwego Nowego Roku (2024)